# Балта Арса (Ботошани)
Балта Арса (рум. Balta Arsă) насеље је у Румунији у округу Ботошани у општини Корни. Oпштина се налази на надморској висини од 147 m.

## Становништво
Према подацима из 2002. године у насељу је живело 390 становника, од којих су сви румунске националности.